# الكباش (بعدان)

تعديل مصدري - تعديل

الكباش محلة تابعة لقرية تبثد، التابعة لعزلة دلال بمديرية بعدان إحدى مديريات محافظة إب في الجمهورية اليمنية، بلغ تعداد سكانها 31 حسب تعداد اليمن لعام 2004.